# 장릉관리소
장릉관리소(章陵管理所)는 사적 202호로 지정된 장릉을 보호·관리하기 위해 설립된 대한민국 문화재청 소속기관으로 장릉관리소장(6급)은 행정주사ㆍ임업주사 또는 시설주사로 보한다. 경기도 김포시 장릉로 79 (풍무동 산141-1)에 위치하고 있다. 세계유산의 효율적인 관리를 위해 2012년 9월 12일 조선왕릉관리소 소속 지구관리소로 통합되면서 폐지되었다.

## 주요 업무
- 사적 제202호 장릉 문화재 보호관리
- 문화재 시설물 관리
- 수목·산림의 보호관리
- 관람에 관한 사항

## 같이 보기
- 장릉